# 田原村 (岐阜県)
田原村（たわらむら）は、かつて岐阜県加茂郡にあった村である。村名は、かつてこの地域に存在した荘園の田原荘に由来する。現在の関市南部であり、津保川の南岸である。
津保川流域は平野が広がるが、南側は標高300m前後の山（金毘羅山、迫間山、金山、向山など）が連なる。古くから加茂郡より武儀郡との繋がりが深く、武儀郡関町と合併し市制施行。関市となった。

## 歴史
- 江戸時代末期、この地域は美濃国加茂郡に属し、天領、尾張藩領、旗本領などであった。
- 1897年（明治30年）4月1日 - 西田原村、小迫間村、稲口村、迫間村、大杉村、東田原村が合併し、田原村となる。
- 1948年（昭和23年）12月10日 - 田原村の一部（旧・稲口村）が武儀郡関町に編入される。
- 1950年（昭和25年）10月15日 - 武儀郡関町と加茂郡田原村が合併し市制施行。関市となる。

## 村長
- 間宮成吉

## 教育
- 田原村立田原小学校 （現・関市立田原小学校）
- 田原村立田原中学校 統合により1969年廃校。

## 神社・仏閣
- 迫間不動
- 大岩不動
- 多為神社